# Jöns Jacob Berzelius
Jöns Jacob Berzelius, mais conhecido como Jacob Berzelius (Väfversunda, Östergötland, 20 de agosto de 1779 — Estocolmo, 7 de agosto de 1848), foi um químico e investigador científico sueco, com o epiteto de "O pai da química sueca".
Foi um dos fundadores da química moderna, formulando alguns dos seus conceitos fundamentais. Estudou medicina na Universidade de Uppsala e foi professor de medicina, farmácia e botânica no Instituto Karolinska de Estocolmo. Num período de dez anos estudou em torno de dois mil compostos químicos, descrevendo vários elementos químicos até então desconhecidos: o cério (1803), o selénio (1817) e o tório (1828). Entre muitos outros elementos, isolou pela primeira vez o silício (1823), o zircónio (1824) e o titânio (1825). Deve-se a Berzelius a estruturação da actual notação química e a introdução dos conceitos de isomeria, halogénios, ação catalítica e radical orgânico, o que faz dele, a par de John Dalton, Antoine Lavoisier e Robert Boyle, um dos fundadores da Química moderna.

## Biografia

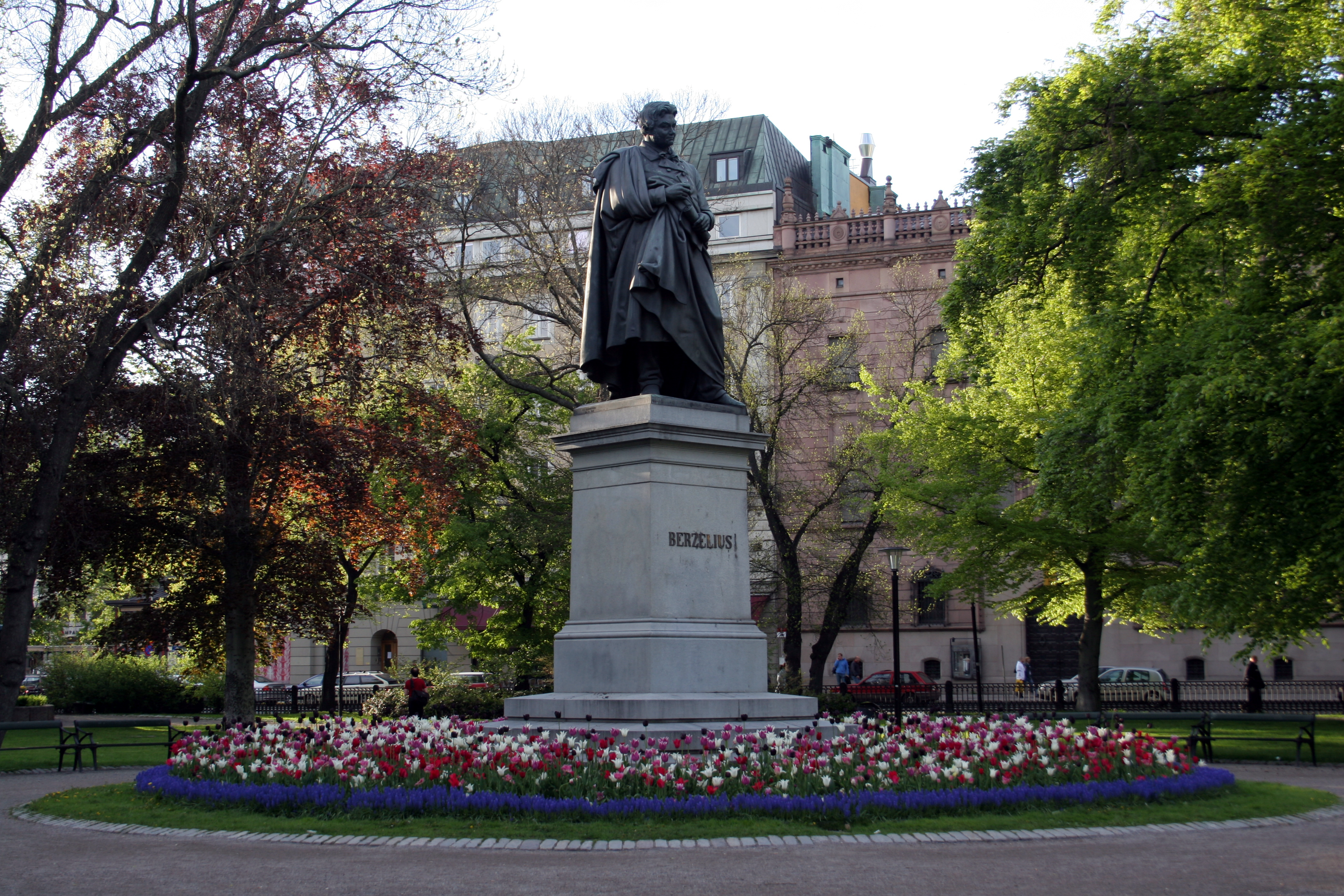
Monumento a Berzelius no centro do Berzelii Park, em Estocolmo.

Jöns Jacob Berzelius nasceu numa pequena aldeia sueca da região de Östergötland, filho de um pastor luterano que além das suas funções clericais era director da escola primária de Linköping, então a capital da província. O pai faleceu quando ele tinha apenas 4 anos de idade e pouco depois a sua mãe casou com um viúvo de nome Anders Ekmarck, alemão e também pastor luterano, o que trouxe alguma estabilidade à vida do jovem.
Essa estabilidade foi interrompida pela morte da mãe e pelo posterior terceiro casamento do padrasto, o que implicou a passagem da tutela de Jöns para um seu tio materno. A partir de então viveu com vários parentes, mas sendo a família de ascendência camponesa, a sua infância e adolescência foram marcados pela pobreza. Ainda assim, e apesar do infortúnio que o deixara órfão, em 1797 conseguiu completar com êxito os seus estudos preparatórios e passar no exame que lhe permitiu a admissão ao curso de Medicina da Universidade de Upsala.
As dificuldades financeiras fizeram-no interromper os estudos no ano imediato, retomando-os logo no ano seguinte, após ter conseguido uma modesta bolsa de estudo. Foi por esta época que teve o primeiro contacto com a química, através da leitura de uma obra de Christoph Girtanner (1760-1800), o tratado intitulado Anfangsgründe der antiphlogistischen Chemie (Fundamentos da Química Antiflogística), o primeiro livro em língua alemã a adoptar o sistema de Antoine Lavoisier. A partir da leitura daquela obra, Berzelius aceitou as ideias de Lavoisier, que postulavam que as espécies químicas não se constituem a partir dos quatro elementos primordiais (água, fogo, terra e ar) e ganhou um grande interesse pela química experimental, considerando a descoberta e o isolamento dos elementos constituintes da matéria, os simples, uma tarefa primordial.
Este interesse pela química experimental levou-o a procurar um dos seus ex-professores, Johan Afzelius, que mais tarde seria orientador de doutoramento, a quem solicitou acesso ao laboratório da Universidade para verificar experimentalmente a validade dos novos conceitos defendidos por Lavoisier. Pouco seguro dos conhecimentos químicos de Berzelius, o professor recusou-lhe o acesso. Não se deixando desencorajar, Berzelius alugou então um pequeno quarto em Uppsala, nas proximidades da Universidade, sem janelas mas com lareira, onde improvisou um laboratório.
Passou então a realizar as suas experiências químicas ao mesmo tempo que prosseguia os seus estudos, tendo-se formado em Medicina em 1799, apresentando uma tese de final de curso sobre a determinação do resíduo fixo em águas minerais. Prosseguiu os seus estudos de Medicina na Universidade de Uppsala, onde se doutorou em Medicina em 1802, apresentando uma dissertação sobe a aplicação de pilha desenvolvida por Alessandro Volta ao corpo humano.

Depois de um período de esgotamento nervoso que o levou a interromper os seus trabalhos, reiniciou as suas experiências, concentrando-se no estudo dos fenómenos electroquímicos e na área da química analítica, áreas que seriam o esteio da sua carreira científica. A sua entrada nos círculos científicos foi difícil, já que as suas ideias antiflogísticas não encontravam favor entre os químicos da época. A sua primeira tentativa de apresentar um trabalho na Academia Real das Ciências da Suécia (Kungliga Vetenskapsakademien) acabou na rejeição do manuscrito, onde descrevia as suas experiências com o óxido nitroso, alegadamente por seguir a nomenclatura antiflogística de Lavoisier.

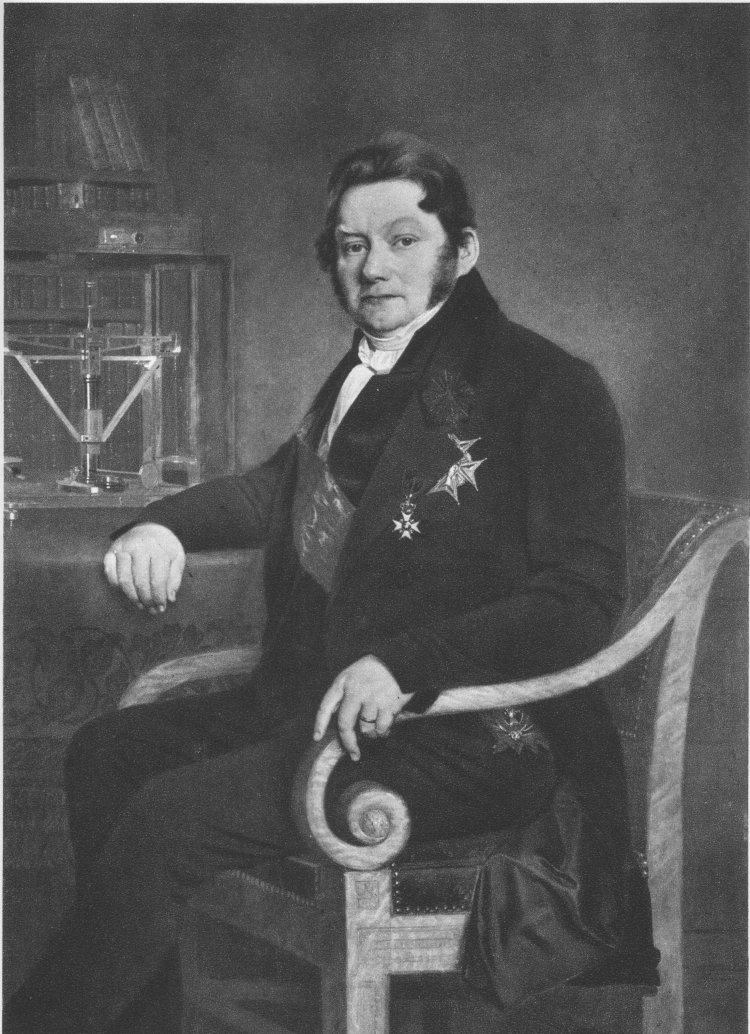
Jöns Jacob Berzelius num retrato datado de 1843 pintado por Olof Johan Södermark (1790-1848).

Fixou-se então em Estocolmo, onde dava lições privadas de Química, actividade que se revelou financeiramente inviável. Procurou então aplicar os seus conhecimentos de química na área industrial, fundando um Instituto de Águas Minerais Artificiais, em colaboração com um médico, e uma fábrica de ácido acético, em sociedade com um comerciante. Ambos os negócios falharam e Berzelius passou a década seguinte a saldar os empréstimos que contraíra.
Os seus problemas financeiros levaram-no a associar-se a Wilhelm Hisinger (1766-1852), um rico proprietário de minas e químico amador com um grande interesse no estudo da electricidade e da electroquímica. Com o suporte de Hisinger, Berzelius dedicou-se então ao estudo dos efeitos da corrente eléctrica sobre soluções salinas, investigando o comportamento dos sais de alguns ácidos e dos sais de amónia. Em conjunto com Hisinger, publicou em 1803 o resultado dos seus estudos pioneiros sobre a dissociação dos sais por electrólise, mas o assunto não despertou o interesse da comunidade científica. Este mau acolhimento, fruto do desconhecimento do trabalho de Berzelius e Hisinger, contrasta com a repercussão que em 1807 um artigo sobre a mesma temática, da autoria de Humphry Davy, conseguiria, granjeando para o seu autor fama e a consagração do meio científico. Os trabalhos sobre electrólise de Berzelius e Hisinger apenas a ganharam reconhecimento a partir de 1819, mas ainda assim a prioridade histórica foi dada a Humphry Davy.
Entretanto, em 1806 Berzelius foi contratado como expositor de química na Academia Real de Guerra (Kungliga Krigsacademien) de Karlberg, arredores de Estocolmo, cargo que acumulou a partir do ano seguinte com o de professor de medicina e farmácia na Escola de Cirurgia de Riddarholm, na Riddarholm, instituição que a partir de 1810 deu origem ao Karolinska Institutet, transferindo-se para Solna, nos arredores de Estocolmo.
Estas ocupações, em particular o cargo de professor no Karolinska Institutet, que manteria até 1832, quando, com apenas 53 anos de idade, se aposentou devido a problemas de saúde, trouxeram-lhe alguma estabilidade financeira e permitiram que se dedicasse exclusivamente à química pura. Iniciou então as suas pesquisas sobre as proporções gravimétricas, estudando a relação ponderal entre as substâncias simples (hoje os elementos químicos) na formação dos compostos, estabelecendo as bases da moderna estequiometria.
Reflectindo a crescente aceitação do seu trabalho e o prestígio que entretanto granjeou, em 1808 foi eleito membro efectivo da Academia Real das Ciências da Suécia, ocupando em 1810 a presidência daquela instituição.
Tendo conseguido ajuda governamental que lhe permitiu comprar equipamento e contratar como assistente Magnus Martin af Pontin (1781-1858), um químico que depois seria o seu biógrafo, Berzelius iniciou um trabalho gigantesco de análise química. Com o material e instrumentos que adquiriu, instalou, em duas salas no prédio em que morava, um modesto laboratório no qual ao longo da década seguinte analisou mais de 2 000 compostos químicos, originando uma enorme produção experimental e literária.
Desse trabalho resultou o isolamento e a determinação dos pesos atómicos de cerca de 43 elementos, entre os quais o cálcio, o bário, o estrôncio, o silício, o titânio e o zircónio. Também descobriu os elementos, até aí desconhecidos, selénio, tório e césio. Nesta fase o seu trabalho forneceu os fundamentos experimentais para a determinação das massas relativas dos átomos, fundamentando as leis ponderais da química.
Na determinação das massas atómicas, Berzelius tomou o oxigénio como base de referência (peso 100) e determinou a massa atómica dos demais elementos em relação àquele. Os resultados foram publicados em 1818 numa tabela de massas atómicas de 42 elementos.
Paralelamente, as observações durante a sua investigação sobre electrólise levaram-no a propor a teoria de que os compostos são constituídos por uma parte electricamente positiva e outra negativa, sendo a teoria aplicada tanto para compostos inorgânicos como para compostos orgânicos. Esta conclusão levou Berzelius a formular a sua teoria dualística das combinações químicas, a primeira teoria consistente de afinidade química.
A teoria dualística de Berzelius era apoiada na ideia de que a menor partícula de uma substância simples tem dois pólos eléctricos (um positivo, outro negativo) e que a distribuição de carga eléctrica não era uniforme nas substância simples (no que seria hoje um átomo), concluindo que a polaridade seria o factor responsável pelo grau de afinidade das substâncias simples. Esta teoria da afinidade eléctrica manteve-se influente durante várias décadas, subsistindo após a sua morte, perdendo favor apenas com o desenvolvimento da química orgânica, onde não podia ser aplicada.
Para além do seu trabalho analítico, nestes anos Berzelius organizou a caótica notação química da época, introduzindo como símbolos dos elementos as iniciais de seus nomes em latim e associando a seu símbolo um índice numérico para indicar a respectiva estequiometria nos compostos. Esta notação permanece praticamente inalterada até hoje.
Para além do seu trabalho em química analítica, Berzelius foi também um inovador em instrumentação. No seu laboratório foram desenvolvidos novos métodos de análise gravimétrica, introduzidas importantes inovações nos processos de análise das substâncias orgânicas e construídas e testadas uma infinidade de aparelhos e utensílios laboratoriais. Também publicou várias obras sobre métodos analíticos e sobre instrumentação.
A sua fama foi entretanto crescendo, particularmente entre a comunidade científica de língua alemã, atraindo ao seu laboratório de Estocolmo jovens químicos promissores, entre os quais Johann Friedrich Gmelin (1792-1860), Friedrich Wöhler (1800-1882) e Alexander Mitscherlich (1794-1863), que se tornariam mais tarde famosos e fortaleceriam a influência e prestígio de Berzelius.
O seu trabalho de pesquisa de novos simples (elementos) levou a que, entre 1803 e 1842, Berzelius participasse directamente nos trabalhos que conduziram à descoberta dos metais alcalino-terrosos e a uma análise cuidadosa das propriedades físico-químicas de quase todos os metais e semi-metais então conhecidos. Com estes estudos Berzelius tinha como objectivo a determinação das suas massas atómicas a partir de seus óxidos.
Após seis anos de trabalho árduo, teve um novo esgotamento nervoso e para se restabelecer passou um ano viajando pela Europa, conhecendo cientistas e rompendo assim seu isolamento.
Em Setembro de 1819, voltou a Estocolmo, sendo então eleito secretário permanente da Academia de Ciências, o mais alto cargo remunerado da instituição. Durante os 13 anos seguintes dedicou-se ao ensino no Karolinska Instituet e às suas pesquisas, até que em 1832, com 53 anos, aposentou-se do lugar de professor daquele Instituto devido a problemas de saúde.
Casou-se a 19 de Dezembro de 1835 com Elisabet Johanna (Betty) Poppius (1811-1884), filha de Gabriel Poppius, importante político e presidente da Escola de Comércio de Estocolmo, 32 anos mais nova. O seu prestígio era tal que o rei Carlos XIV João lhe enviou no dia do casamento uma carta distinguindo-o com o título de barão em reconhecimento pelos serviços prestados à ciência e à coroa sueca.
Apesar de oficialmente aposentado e da sua saúde estar muito deteriorada, sofrendo de gota grave desde 1845, continuou o seu trabalho, publicando pela última vez o anuário da Academia das Ciências no começo de 1848.
Faleceu em 7 de Agosto de 1848, sem deixar filhos, sendo enterrado num pequeno cemitério perto de Estocolmo.

## O legado científico
Nos anos finais do século XVIII, quando Berzelius iniciou a sua carreira como investigador da Química, a grande revolução que transformou as ciências exactas, com destaque para a própria Química, ainda estava no seu alvorecer. As concepções antiflogísticas de Antoine Lavoisier foram pioneiras na grande metamorfose dos conceitos químicos que ocorreria nas décadas imediatas.
Mas a mudança não aconteceria sem resistência: os químicos ingleses, liderados por Joseph Priestley e Henry Cavendish, empenhavam-se em refutar as ideias de Lavoisier, enquanto as academias do resto da Europa e do Mundo simplesmente ignoravam o soprar dos novos ventos. O conceito fundamental de que a matéria é composta por elementos químicos ainda não fora esclarecido com clareza, conhecendo-se ao tempo apenas 23 substâncias, vagamente descritas como ‘’simples” na falta de um conhecimento mais preciso de sua composição.
A própria nomenclatura química não era uniforme e estava muito longe de ser racional: os nomes e símbolos ainda eram herdados dos alquimistas e flogistianos, com grandes variações de país para país. Era o resultado natural de séculos durante os quais o estudo das substâncias naturais fora o terreno quase exclusivo da alquimia e da sua busca das míticas transmutações, do elixir da longa vida e da pedra filosofal. Mesmo humanistas como Paracelsus, indubitavelmente uma das mentes mais brilhantes do seu tempo, partilharam as crenças e expectativas dos alquimistas.
Apesar de tudo, a influência da alquimia no desenvolvimento da química foi marcante, sendo fortemente sentida mesmo depois de Lavoisier estabelecer os fundamentos da ciência química. A simbologia alquímica, por exemplo, foi adoptada pelos químicos do século XIX, sendo substituída pela notação moderna apenas com a universalização das fórmulas químicas resultantes dos trabalhos pioneiros de Berzelius.
Mesmo quando John Dalton enunciou a teoria atómica, admitiu regras arbitrárias para explicar a combinação dos elementos, algo que os químicos não aceitavam. Por outro lado os químicos, mesmo Humphry Davy, o paladino da electroquímica e da estequiometria, tinham dificuldade em aceitar o conceito de átomo, falando em números proporcionais de partículas. Mesmo depois de William Hyde Wollaston (1766-1828) ter introduzido o conceito de equivalente químico, Louis Joseph Gay-Lussac (1778-1850) continuava a usar a expressão ‘’relações ponderais’’ para descrever a estequiometria dos compostos que estudava. Como os termos eram sinónimos, era grande a confusão no campo da química.
Foi esta época de imprecisão científica que Berzelius conheceu e ajudou a transformar. Trabalhando de forma sistemática, realizou experiências e descobertas marcantes, cuja influência ultrapassou as fronteiras da Suécia, expandindo-se por toda a Europa culta e depois pelo Mundo. Quando morreu a química estava completamente modificada, cabendo-lhe um papel de destaque nessa evolução.
Apesar da enorme importância do seu trabalho, e do rigor e precisão com que realizava as suas análises, Berzelius utilizou em toda a sua carreira um modesto laboratório e equipamentos na sua maior parte por si concebidos e construídos. Consagrando-se como o grande precursor da investigação em estequiometria e na determinação precisa das massas atómicas, o valor científico de Berzelius sai extraordinariamente realçado quando se considera o material simples do seu laboratório e o facto de ter realizado sozinho a parte mais importante da sua imensa obra preparatória e analítica. Consta que em 1820 preparava pessoalmente o ferrocianeto de potássio a partir do azul da Prússia muito impuro que encontrava numa loja local e que obtinha o álcool a partir de aguardente.
Foram particularmente importantes as suas contribuições no campo da determinação dos pesos atómicos. Apesar dos valores obtidos por Berzelius por vezes serem o dobro ou mesmo o quádruplo dos reais, eles foram fundamentais para a afirmação da teoria atómica e para as descobertas que se seguiram. Quando em 1819 os químicos franceses Pierre Dulong (1785-1838) e Alexis Petit (1791-1820) descobriram a regra do calor atómico, a que se juntou o aparecimento dos critérios de pureza, até então intuitivos, o trabalho de Berzelius ganhou novo interesse as suas determinações tornaram-se objecto de medidas bem mais precisas.
Quando em 1860 Robert Wilhelm Eberhard von Bunsen e Gustav Kirchhoff desenvolveram a espectroscopia, mostrando que cada elemento possui uma determinada propriedade quanto à luz emitida, estava finalmente aberto o caminho para a demonstração cabal da teoria atómica. Com isso tecnologia a lista de novos elementos foi-se rápida e seguramente alongando, até que em 1870 atingia os 64 elementos, demonstrando para além de qualquer dúvida razoável que os atomistas como Berzelius estavam certos.
Finalmente em 1870 o químico Dmitri Ivanovich Mendeleev (1834-1907) propôs sua famosa tabela periódica dos elementos, demonstrando que suas propriedades químicas são uma função periódica das massas atómicas, corrigida posteriormente por Henry Moseley (1887-1915) para número atômico. Estava concluído o edifício intelectual cujas fundações tinham sido lançadas mais de meio século antes por Jöns Jacob Berzelius. O seu imenso legado faz dele, a par de John Dalton, Antoine Lavoisier e Robert Boyle, um dos fundadores da moderna Química.

## Publicações (seleção)
- De electricitatis galvanicæ apparatu cel. Volta excitæ in corpora organica effectu (Latein), 1802 (digitalizado disponível online)
- Uebersicht der Fortschritte und des gegenwärtigen Standes der thierischen Chemie. 1810.
- Das saidschitzer Bitterwasser: chemisch untersucht. Haase, Prag 1840
- Föreläsningar in djurkemien (Vorlesungen über Tierchemie), 1. Teil, 1806
- J. Jakob Berzelius: Lehrbuch der Chemie. – Internet Archive, Volume 1.1. (2ª ed. 1825), traduzido por F. Wöhler
- J. Jakob Berzelius: Lehrbuch der Chemie. Volume 1 (5ª ed. 1856), alemão
- J. Jakob Berzelius: Lehrbuch der Chemie. – Internet Archive, Volume 2.1. (1ª ed. 1826), traduzido por F. Wöhler
- J. Jakob Berzelius: Lehrbuch der Chemie. – Internet Archive, Volume 2.2. (1ª ed. 1826), traduzido por F. Wöhler
- J. Jakob Berzelius: Lehrbuch der Chemie. Volume 2 (5ª ed. 1856), alemão
- J. Jakob Berzelius: Lehrbuch der Chemie. Volume 3.1 (1ª ed. 1827), traduzido por F. Wöhler
- J. Jakob Berzelius: Lehrbuch der Chemie. Volume 3.2 (1ª ed. 1828), traduzido por F. Wöhler
- J. Jakob Berzelius: Lehrbuch der Chemie. Volume 3 (5ª ed. 1856), alemão
- J. Jakob Berzelius: Lehrbuch der Chemie. Volume 4.1 – Thierchemie (1ª ed. 1831), traduzido por F. Wöhler
- J. Jakob Berzelius: Lehrbuch der Chemie. Volume 4.2 – Operações e equipamentos químicos (1ª ed. 1831), traduzido por F. Wöhler
- J. Jakob Berzelius: Lehrbuch der Chemie. Volume 4 (5ª ed. 1856), alemão
- J. Jakob Berzelius: Lehrbuch der Chemie. Volume 5 (5ª ed. 1856), alemão
- J. Jakob Berzelius: Lehrbuch der Chemie. Volume 6 (3ª ed. 1837), traduzido por F. Wöhler
- J. Jakob Berzelius: Lehrbuch der Chemie. Volume 7 (4ª ed. 1838), traduzido por F. Wöhler
- J. Jakob Berzelius: Lehrbuch der Chemie. – Internet Archive, Volume 8. (4ª ed. 1839), traduzido por F. Wöhler
- J. Jakob Berzelius: Lehrbuch der Chemie. Volume 9 (4ª ed. 1840), traduzido por F. Wöhler
- J. Jakob Berzelius: Lehrbuch der Chemie. Volume 10 (3ª ed. 1841), traduzido por F. Wöhler
- J. Jakob Berzelius: Selbstbiographische Aufzeichnungen. In: Georg Kahlbaum (Hrsg.): Monographien aus der Geschichte der Chemie. Heft 7, Barth, Leipzig 1903, (archive.org).